# Campeonato Paulista de Futebol de 2006 - Série A2
O Campeonato Paulista de Futebol de 2006 - Série A2 foi a 60.ª edição do campeonato equivalente ao segundo nível do futebol paulista. O Barueri conquistou o título da edição após vencer a decisão contra o Sertãozinho.

## Forma de disputa
- Primeira fase: Os 20 participantes são divididos em 2 grupos. Os integrantes de cada grupo jogam entre si, em turno e returno. Em cada grupo, As 4 equipes que mais somarem pontos nessa etapa classificam-se para a segunda fase, e os dois últimos colocados são rebaixados para a Série A3 de 2007.
- Segunda fase: Os 8 classificados são divididos em 2 grupos de 4 equipes. Todos se enfrentam em turno e returno. Os dois primeiros colocados de cada grupo, estarão promovidas à Série A1 de 2007, sendo que os primeiros colocados de cada grupo passam para a fase final.
- Final: Os 2 finalistas disputam entre si um jogo, que estabelece o campeão da Série A2.

## Participantes
| - Atlético Sorocaba (Sorocaba) - Araçatuba (Araçatuba) - Bandeirante (Birigüi) - Comercial (Ribeirão Preto) - Barueri (Barueri) - Guaratinguetá (Guaratinguetá) - Internacional (Limeira) - Mirassol (Mirassol) - Nacional (São Paulo) - Oeste (Itápolis) | - Olímpia (Olimpia) - Palmeiras B (São Paulo) - Rio Claro (Rio Claro) - Rio Preto (São José do Rio Preto) - Sertãozinho (Sertãozinho) - Taquaritinga (Taquaritinga) - Taubaté (Taubaté) - União Barbarense (Santa Bárbara d'Oeste) - União São João (Araras) - XV de Piracicaba (Piracicaba) |